# Lugagnano (Sona)
Lugagnano (Lugagnan in dialetto veronese) è una frazione del comune di Sona, la più popolosa, con 9 035 abitanti, un borgo dalle origini incerte.

## Toponimo
Le origini del toponimo non sono conosciute anche a causa della sua rarità; infatti esistono, oltre a questo paese, solamente Lugagnano Val d'Arda e Cassinetta di Lugagnano, mentre hanno toponimi simili ma etimologia differente Lughignano, Lugugnana e Lucugnano. Sono varie le ipotesi sull'origine del toponimo Lugagnano:
- da lucus Jani, cioè bosco e radura dedicate a Giano, divinità latina di cui però non si è riscontrato il culto nel veronese;
- da lucus Anneianus, cioè bosco e radura dedicate ad Anneio, versione accettata dal comune di Lugagnano Val d'Arda;
- da lucanianus, derivato da Lucanus anu, cioè possedimento di Lucano o delle gens lucana, versione più probabile, e accettata anche da Cassinetta di Lugagnano;
- da lucanica, traducibile in "terra delle lugàneghe", salsicce di maiale tipiche del Veneto e della Lombardia, ma questa ipotesi piuttosto improbabile.

## Storia

### Ritrovamenti
Attorno a Lugagnano vi sono stati vari ritrovamenti di reperti preromani, di cui il più importante presso la vicina località Ca' di Capri: la famosa "spada di Verona", rinvenuta nel 1672 presso un sepolcreto in cui furono ritrovate anche quattro semisfere, probabilmente parti di uno scudo. La spada, secondo studi più recenti, si tratta più facilmente di un attizzatoio votivo, come sembra confermare l'iscrizione etrusca traducibile in «dono offerto per Remie Hirafasuva e così per Velisane». Secondo altri sarebbe stata rinvenuta nello stesso luogo che si svolse una battaglia tra Gaio Mario e i Cimbri nel 102 a.C., narrata da Paolo Diacono.

### Nascita del borgo

La vecchia chiesa di Lugagnano

Il nome Lugagnano compare per la prima volta nel testamento dell'arcidiacono Pacifico, redatto il 9 settembre 844, dove viene riportato il seguente testo: «simul damus et terras nostras in Lucaniano in Campanea veronense asionense». Data l'aridità del terreno lugagnanese, però, per lungo tempo la zona fu quasi disabitata e utilizzata per lo più per il pascolo, fino a quando nel Cinquecento venne introdotto il gelso, che portò l'attività della bachicoltura. Più tardi si riscontra in un documento fiscale la coltivazione a Lugagnano anche di mais, frumento, avena, miglio, grano, orzo, segala, ortaggi, e vino, anche se in bassa qualità e quantità, sempre a causa della mancanza d'acqua.
Da quel momento l'abitato cominciò lentamente ad ingrandirsi tanto che venne concessa al borgo, il 21 gennaio 1712, la costruzione di una propria chiesa, che fu realizzata in meno di due mesi: l'8 marzo venne consacrato l'edificio, dedicato ai santi Anna e Bernardo. Nel 1797 si decise infine di creare una parrocchia separata da quella di San Massimo, alla quale la contrada era sempre stata soggetta, il vicario generale vescovile osservò quindi l'opportunità di costruire una chiesa più grande, la cui progettazione fu affidata a Luigi Trezza.

### Ottocento
Durante la prima guerra di indipendenza Lugagnano fu protagonista delle prime scaramucce tra soldati piemontesi e austriaci, che si sarebbero poco dopo scontrati nella battaglia di Santa Lucia: sul paese ripiegarono a fine aprile 1 500 soldati austriaci (che poi si diressero verso Verona), dopo che il loro tentativo di occupare la pianura a valle di Sona fu scoperto e annullato dall'attacco delle truppe piemontesi. Il 6 maggio i comandanti delle truppe sabaude decisero un'avanzata momentanea verso Verona con 30 000 uomini e 70 cannoni, e a sua volta il feldmaresciallo Josef Radetzky decise di avanzare da Verona con 16 000 uomini e 63 cannoni, mentre 11 000 soldati rimanevano all'esterno delle mura, pronti ad intervenire in caso di bisogno: Lugagnano, ormai sgomberata da qualche giorno, si trovava proprio a metà strada. Sempre dalla piccola frazione passò quindi la seconda brigata sabauda, scontrandosi con l'avanguardia austriaca che dovette ripiegare a San Massimo.
Il borgo venne nuovamente attraversato da truppe austriache provenienti da Verona a fine luglio, che si scontrarono a Sona con i piemontesi e, da lì, avanzarono fino a Custoza, dove si unirono ad altri reparti austriaci e sconfissero i sabaudi nell'omonima battaglia.

### Novecento

La via principale della frazione negli anni settanta

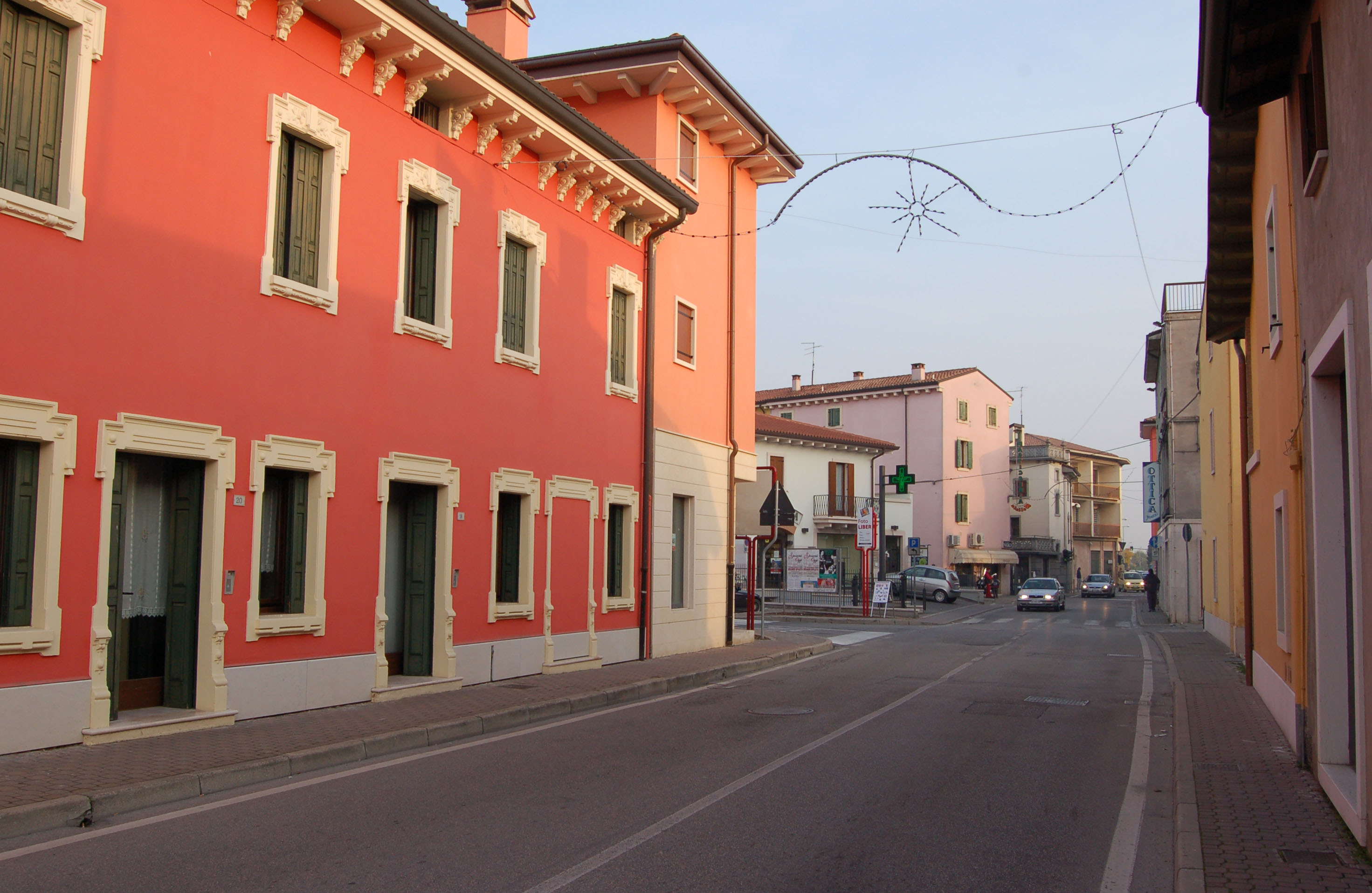
Una delle vie principali della frazione

Nel 1928 iniziarono i lavori di canalizzazione per portare l'irrigazione nella piana di Lugagnano, lavori conclusi in pochi mesi e che portarono alla messa a coltura dei peschi e altri alberi da frutto. Dopo le vicissitudine delle guerre mondiali, che toccarono solo marginalmente il paese, iniziò la costruzione della nuova chiesa di Lugagnano dedicata a Sant'Anna, dato che la chiesa di Trezza era, ormai, insufficiente per capienza. Il progetto, che prevedeva un campanile mai realizzato, venne donato dall'ingegnere Demetrio Mazzi. La chiesa venne inaugurata il 1º maggio 1955 dopo un totale di 78 mesi di lavori: la chiesa, nonostante sotto il profilo artistico non sia pregevole, sotto quello umano fu un importante lavoro dell'intera comunità.
La vecchia chiesa opera dell'architetto Luigi Trezza venne abbandonata e ne venne successivamente richiesta la demolizione per via di presunti problemi di staticità della struttura, anche se in realtà le lesioni sulla facciata della chiesa furono allargate e annerite per giustificare l'abbattimento della chiesa: essa fu quindi demolita tra il 28 ottobre e il 6 novembre 1968.
La comunità dell'abitato, diviso amministrativamente tra ben quattro comuni (Verona, Bussolengo, Sommacampagna e Sona), negli anni settanta sentì l'esigenza, col crescere della popolazione, di vedere ridefiniti i confini in maniera che venisse inglobata in un solo Comune. La proposta di legge per la ridefinizione dei confini venne presentata in Regione il 22 gennaio 1974, quindi la Presidenza del Consiglio Regionale indisse un referendum popolare che si svolse il 20 e 21 ottobre 1974, quando votò a favore dell'unificazione con il Comune di Sona il 79% dei votanti.

## Società

### Evoluzione demografica
Da quando è diventato parte del comune di Sona, la crescita demografica del paese è stata superiore rispetto alle altre frazioni e al capoluogo, per via della maggiore vicinanza a Verona e per la presenza di un territorio completamente pianeggiante e quindi più facilmente edificabile.
Abitanti censiti

## Monumenti e luoghi d'interesse

### Chiesa di Sant'Anna

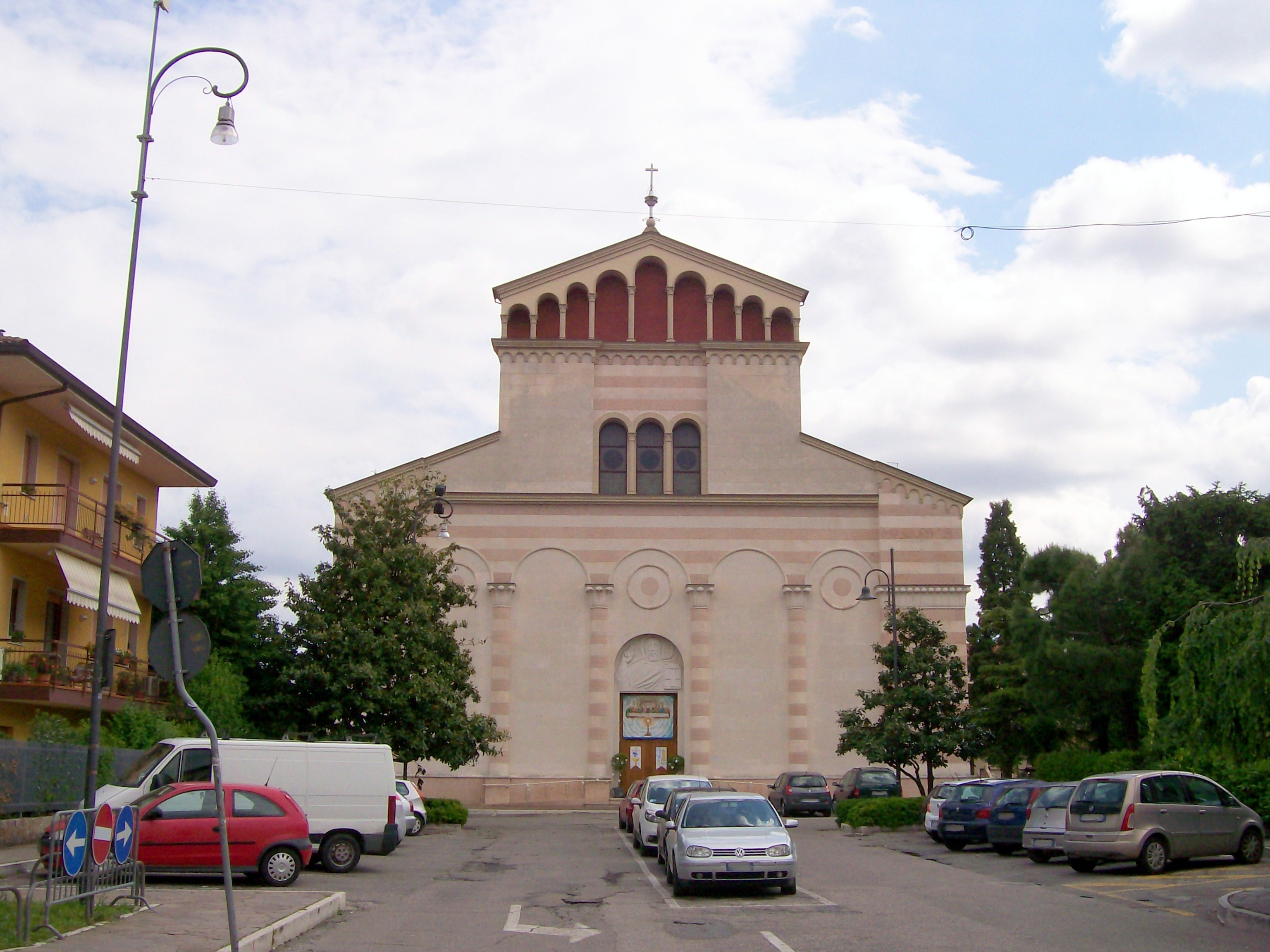
Chiesa parrocchiale di Sant'Anna

La chiesa parrocchiale dedicata a sant'Anna venne edificata nel secondo dopoguerra, quando a causa dell'incremento della popolazione si decise di abbandonare (e poi demolire) la precedente chiesa ottocentesca, realizzata dal noto architetto Luigi Trezza ma ritenuta troppo poco capiente. Notevole sia dal punto di vista artistico che delle dimensioni l'affresco del transetto di destra, in cui l'artista Federico Bellomi ha raffigurato un Giudizio Universale.
L'enorme affresco, promosso dal parroco don Mario Castagna, venne realizzato nell'arco di cinque anni su una superficie di circa 240 metri quadrati: nei 20 metri di altezza si possono riconoscere oltre 500 figure, tra le quali lo stesso parroco e l'autore dell'affresco. Intorno all'imponente figura centrale del Cristo Risorto si snodano le scene principali del Vecchio e del Nuovo Testamento.

### Corte Messedaglia
La corte della Messedaglia sorse nella seconda metà del XV secolo, come sembra confermare il pozzo della corte, andato perduto, che portava incisa come data il 1484. Il primo edificio realizzato fu la casa padronale, utilizzata dai conti Bevilacqua prima come luogo di villeggiatura e poi come residenza, in quanto possedevano numerosi terreni nelle località Mancalacqua e Ca' di Capri. All'inizio del XVIII secolo venne realizzata invece una chiesetta dedicata a Santa Maria del Carmine e visitata nel 1725 dal vescovo di Verona.
Vi sono varie ipotesi sull'origine del nome della corte, in particolare lo specialista di etimologia Luigi Messedaglia, nipote di Angelo Messedaglia, propone che «al qual nome locale, che risponde ad un miscitalia, si dovrebbe attribuire il significato di campagna messa a diverse colture, oppure di terreni mescolati dalle piene dei fiumi»: a sostegno di questa derivazione viene portato come prova il termine veronese mesedar (oggi mesiar), ossia "mescolare". Altra tesi, che vede "Mazadagia" pronunciato invece con la z dolce, consiglia che potrebbe derivare dal veronese mazo, in italiano "maggio", o mazadego, in italiano "maggiatico", inteso come attività del taglio del fieno a maggio.

### Corte Beccarie
Corte Beccarie è la corte di maggiori dimensioni di Lugagnano, fatta costruire nel XVIII secolo dalla nobile famiglia dei Personi, proprietari anche della corte Messedaglia e della campagna di pertinenza: la famiglia decise realizzare un secondo insediamento spostato verso la strada che conduce da Verona a Lugagnano. La corte venne ampliata in diverse fasi fino all'Ottocento, quando venne acquistata dalla famiglia Lucchini. In quel periodo la corte aveva ancora i connotati rurali originali, con una forma ad U e la presenza esclusiva delle stalle. Tra il 1848 e il 1856 furono infine costruite le abitazioni sul lato strada, che diedero alla corte la sua forma definitiva. Agli inizi del Novecento venne realizzata una filanda che occupava molte decine di donne di Lugagnano e dei paesi limitrofi mentre la campagna.
Il significato del nome della corte, che già nel catasto austriaco era identificata con il toponimo "Beccaria", non è conosciuto, tuttavia molto probabilmente starebbe a indicare il macello (dal veronese becàr, in italiano "macellaio"), origine che sarebbe giustificata dalle dimensioni delle stalle e di una conseguente possibile presenza di un macello in loco.

### Forte Lugagnano

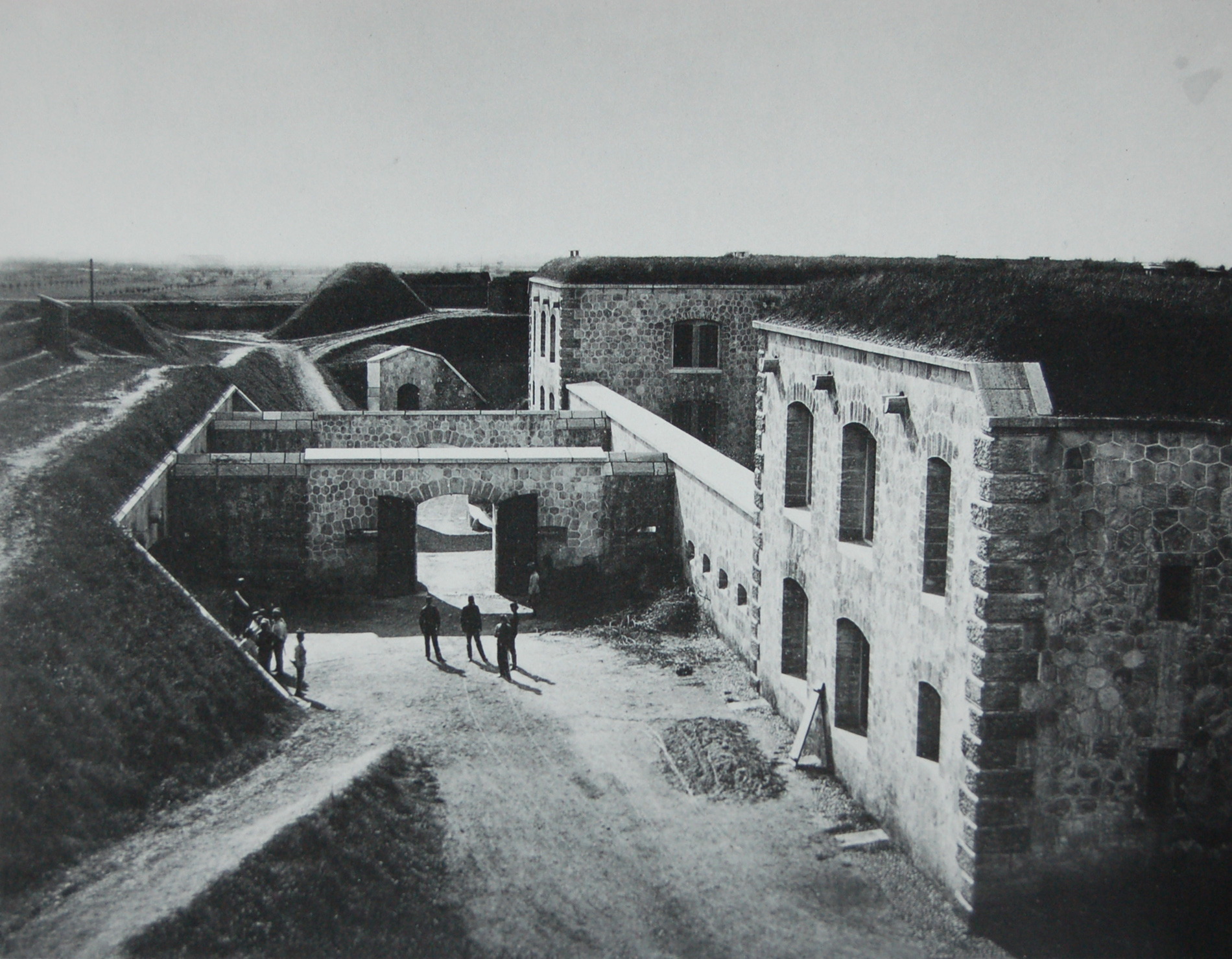
Forte Lugagnano, facente parte del sistema difensivo di Verona, nel 1863

Il forte militare si trova poco all'esterno del territorio comunale, all'incirca a metà strada tra gli abitati di Lugagnano e San Massimo. La moderna fortificazione militare venne progettata dall'Imperiale Regio Ufficio delle Fortificazioni di Verona è costruito tra il 1860 e il 1861, quando venne inaugurato col nome di Werk Kronprinz Rudolf, venendo quindi intitolato all'infante arciduca Rodolfo d'Asburgo-Lorena, principe ereditario dell'Impero austro-ungarico, morto tragicamente durante i fatti di Mayerling. Il forte, caratterizzato da un tracciato poligonale tipico della scuola fortificatoria neotedesca con ridotta centrale, è situato in aperta campagna e faceva sistema con il forte Chievo, arretrato sull'ala destra, e con il forte Dossobuono, sulla sinistra. Le sue artiglierie da fortezza dominavano la pianura antistante fino quasi al limite delle colline di Sommacampagna, Sona, Palazzolo.
Il forte è tra quelli più grandi del sistema veronese, avendo avuto una guarnigione di 375 fanti e 72 artiglieri (ma in caso di emergenza poteva ospitare fino a 616 uomini). Trovavano spazio nel forte 4 cannoni rigati da 12 cm a retrocarica, 6 cannoni ad anima rigata da 12 cm a retrocarica, 2 cannoni ad anima rigata da 9,5 cm ad avancarica e 20 cannoni di diverso calibro ad anima liscia. La polveriera aveva una capienza di ben 52 500 kg di polveri da sparo.

## Cultura

### Carnevale di Lugagnano
Nella frazione si tiene, durante il periodo di Carnevale, una grande sfilata di carri allegorici, la cui maschera principale della manifestazione è lo "Tzigano", che viene eletto ogni anno dai cittadini dell'abitato. La maschera dello Tzigano, il cui nome indica uno zingaro, nasce da una leggenda che vuole che il borgo nasca proprio da una carovana di zingari che secoli prima si stanziò nella pianura, integrandosi con gli abitati sparsi nella campagna andando a formare insieme il centro abitato.